# Blakeius
Blakeius is een geslacht van vliesvleugelige insecten van de familie Mierwespen (Mutillidae).

## Soorten
- B. bipunctatus (Latreille, 1792)
- B. chiesii (Spinola, 1838)
- B. invreai (Suarez, 1958)
- B. leopoldinus (Invrea, 1955)
- B. ortisi (Suarez, 1954)